# بخش لاندکر
بخش لاندکر یکی از بخشهای ایالت گروبوندان  در کشور سوئیس است.